# (7934) Sinatra
(7934) Sinatra ist ein Asteroid des mittleren Hauptgürtels, der am 26. September 1989 vom belgischen Astronomen Eric Walter Elst am La-Silla-Observatorium (IAU-Code 809) der Europäischen Südsternwarte entdeckt wurde.
Der Himmelskörper wurde am 5. Oktober 1998 nach dem US-amerikanischen Sänger, Schauspieler und Entertainer Frank Sinatra (1915–1998) benannt, der 1954 einen Oscar als bester Nebendarsteller für seine Rolle im Film Verdammt in alle Ewigkeit erhielt.
Der Himmelskörper gehört zur Innes-Familie, einer nach (1658) Innes benannten Asteroidenfamilie.